# Plaques de matrícula dels Estats Units d'Amèrica
Les plaques de matrícula dels vehicles dels Estats Units d'Amèrica són emeses pel corresponent Departament de Vehicles de Motor (DMV) del govern estatal o territorial, o en el cas del Districte de Colúmbia pel govern municipal. El govern federal dels Estats Units emet matrícules només per a la seva pròpia flota de vehicles i per a vehicles propietat de diplomàtics estrangers. I algunes nacions tribals també poden emetre matrícules pròpies.
A partir de 2014, el govern federal i quaranta governs estatals utilitzen mà d'obra reclusa per produir les matrícules.

## Disseny i format d'impressió

### Disseny
Molts estats distingeixen les seves matrícules mitjançant esquemes de colors i logotips distintius, que persisteixen al llarg del temps. Per exemple, el logotip de cowboy associat sovint amb l'estat de Wyoming ha aparegut a les matrícules d'aquest estat de manera continuada des del 1936. Algunes plaques de Tennessee es van produir en una forma de paral·lelogram que s'aproximava a la silueta de l'estat. Arizona té l'eslògan "Grand Canyon State" a les seves matrícules des del 1939, Illinois té l'eslògan "Land of Lincoln" a les matrícules des del 1954 i Carolina del Nord incorpora l'eslògan "First in Flight" des del 1982.
Les matrícules de Vermont han utilitzat sovint els colors verd i blanc, mentre que Alaska ha preferit el groc i el blau. Altres estats i territoris, com Califòrnia o Virgínia, ofereixen dissenys més senzills, sovint amb un fons blanc i poca decoració.
Florida, Indiana, Maryland, Michigan, Minnesota, Nebraska, Oklahoma, Pennsilvània, Carolina del Sud, Tennessee i Virgínia han col·locat l'adreça del lloc web oficial o de turisme de l'estat a les plaques. La majoria de plaques del Districte de Colúmbia contenen la frase "No taxation without representation" (No hi ha tributació sense representació) per destacar la manca d'un representant del districte al Congrés dels Estats Units.
Els quatre dissenys de plaques que s'han mantingut més estables al llarg del temps, amb alguns canvis lleus o moderats des del seu inici, són els de Delaware (en producció des del 1959), Colorado (des del 1960, i amb continuïtat des del 1978), el Districte de Columbia (des del 1975), i Minnesota (des del 1978).

### Combinació de registre
Els dissenys de les plaques sovint contenen símbols, colors o eslògans associats amb la jurisdicció que emet la matrícula. Els caràcters de registre, normalment alfanumèrics, estan dissenyats per proporcionar prou nombres únics per a tots els vehicles que una jurisdicció espera registrar. Per exemple, els petits estats de Delaware i Rhode Island poden utilitzar les combinacions "123456", mentre estats més poblats com Califòrnia utilitza combinacions alfanumèriques de set caràcters "1ABC234" o altres aquestes "ABC-1234" o "AB-12345". Altres combinacions inclouen un sistema de codificació del comtat (per exemple les matrícules de vehicles d'Idaho) o un caràcter per indicar el mes en que caduca de la matrícula.
Les plaques de vehicles que no són de passatgers solen tenir un disseny independent, fins i tot un format de numeració especial.

### Format d'impressió

Mapa on es mostren els diferents formats d'impressió de matrícules a partir del 2023:
Combinació impresa.
Combinació gravada en relleu cap enfora.
Combinació gravada en relleu cap enfora (alguns casos impresa)
Combinació gravada en relleu cap endins.

Normalment, la combinació de registre està gravada en relleu, o, més rarament, s'imprimeix sobre la matrícula. Altres dades d'identificació, com ara el nom de la jurisdicció que emet la matrícula i la classe del vehicle, tant es poden imprimir com gravar en relleu. Virginia, per exemple, fa el primer per als vehicles de passatgers i el segon per a la majoria dels vehicles que no ho són. Tanmateix, cada cop és més comú als Estats Units que la combinació de registre s'imprimeixi a la superfície de la placa mitjançant impressió digital. Colorado, Hawaii, Mississipí, Missouri, Nova York, Oregon i Washington ho fan només per a certs tipus de matrícules, com ara les plaques personalitzades o especials. Alabama, Arizona, Carolina del Sud, Dakota del Sud, Idaho, Indiana, Iowa, Kansas, Kentucky, Minnesota, Montana, Nebraska, Nova Jersey, Dakota del Nord, Ohio, Rhode Island, Tennessee, Texas, Virgínia Occidental, Wyoming i el districte de Columbia han canviat a l'anomenada tecnologia de placa plana per a totes les seves matrícules, sent Virgínia Occidental l'últim estat a canviar el juliol de 2023. En canvi Nevada anteriorment emetia plaques planes, però ha tornat a fer plaques en relleu.
El 2018, Califòrnia va iniciar un programa pilot en què la ciutat de Sacramento va emetre matrícules amb un suport de pantalla digital alimentada per bateries, per una tarifa addicional. La combinació de registre es mostrava en una pantalla de paper electrònic que teòricament es podia actualitzar per mostrar diferents missatges. La matrícula també estava equipada amb una balisa que es podia rastrejar en cas que el cotxe associat a la matrícula fos robat.

## Mides
El 1956, els diferents estats dels Estats Units i les províncies del Canadà van arribar a un acord amb l'Associació de Fabricants d'Automòbils en que es concretava una mida única de les plaques de vehicles de passatgers en 150 mm per 300 mm (6 per 12 polzades), amb forats per poder-les muntar espaiats 180 mm (7"), tot i que les dimensions poden variar lleugerament segons la jurisdicció. A Amèrica del Nord, només Saint-Pierre i Miquelon (territori francès d'ultramar) no ha adoptat aquestes mides, ja que utilitzen els estàndards de les plaques de matrícula de la Unió Europea.
Les plaques per a motocicletes no estan estandarditzades, però la majoria de plaques han arribat a ser de 100 per 180 mm (4 per 7 polzades) a gairebé tots els estats des de la dècada de 1980, amb l'excepció de Minnesota, que encara utilitza la mida 4 3⁄16 per 7 3⁄16 polzades (106 per 183 mm). A més, l'estat associat de Puerto Rico permet la utilització de plaques de mida europea.

## Requisits de Muntatge

Requisits actuals de muntatge de matrícules a partir d'agost de 2022:
Obligatorietat davant i darrera
Obligatorietat només de plaques posteriors
Obligatorietat davant i darrera, amb excepcions

Per a les matriculacions de vehicles de passatgers, els diferents estats dels EUA exigeixen que els vehicles mostrin una o dues matrícules (per exemple, només a la part posterior del vehicle o a la part davantera i posterior).
| Muntatge                                | Estats i territoris |
| --------------------------------------- | --- |
| Plaques davant i darrera                | Califòrnia, Carolina del Nord, Colorado, Connecticut, Dakota del Nord, Districte de Colúmbia, Guam, Hawaii, Idaho, Illes Mariannes Septentrionals, Illes Verges Nord-americanes, Illinois, Iowa, Louisiana, Maine, Maryland, Minnesota, Missouri, Nou Hampshire, Nova Jersey, Nova York, Oregon, Rhode Island, Samoa americana, Texas, Utah, Vermont, Virginia, Washington, Wisconsin. |
| Plaques només darrera                   | Alabama, Alaska, Arizona, Arkansas, Carolina del Sud, Delaware, Florida, Geòrgia, Indiana, Kansas, Kentucky, Michigan, Mississippi, Nou Mèxic, Ohio, Oklahoma, Pennsylvania, Puerto Rico, Tennessee, Virgínia Occidental. |
| Plaques davant i darrera amb excepcions | Dakota del Sud, Massachusetts, Montana, Nebraska, Nevada, Wyoming. |

## Models en ús
Les plaques de matrícula que es mostren a continuació només són les corresponents als vehicles de passatgers. Per a veure els models corresponents als diferents tipus de vehicle cal consultar l'article principal de cadascun dels diferents estats.

### Estats de la Unió
| Imatge matrícula actual                                     | Juristicció que l'emet | Data d'inici del model actual | Lema | Combinació utilitzada |
| ----------------------------------------------------------- | ---------------------- | ----------------------------- | --- | --- |
| Matrícula d'Alabama                                         | Alabama                | Gener 2022                    | "www.alabama.travel" a baix i "Heart of Dixie" a baix dreta.                                                                                             | Set caràcters que poden ser: 1A2345B, 1A23BCD, 10A123B, 10A12B3, 10A1B23, 10A1BC2 o 10A2BCD. La primera xifra indica el comtat emissor. |
| Matrícula d'Alaska                                          | Alaska                 | Gener 2023                    | "THE LAST FRONTIER" | ABC 123 |
| No hi ha una imatge amb llicència lliure per aquesta placa. | Arizona                | Febrer 2021                   | "GRAND CANYON STATE" | Combinació alfanumèrica de 7 caracters.                                                                                                 |
| No hi ha cap imatge amb llicència lliure d'aquesta placa.   | Arkansas               | Abril 2021                    | "The Natural State" | ABC 12D |
| Matrícula de Califòrnia                                     | Califòrnia             | 2011                          | "dmv.ca.gov" | 1ABC234 |
| Matrícula de Carolina del Nord                              | Carolina del Nord      | Desembre 2010                 | Es pot escollir entre "First in Flight" (per defecte), "FIRST IN FREEDOM" (des del 2015) i "IN GOD WE TRUST", "To Be Rather Than to Seem" (des del 2019) | ABC-1234 |
| Matrícula de Carolina del Sud                               | Carolina del Sud       | Octubre 2023                  | "While I Breathe, I Hope." | 123 ABC |
| No hi ha una imatge amb llicència lliure per aquesta placa. | Colorado               | Mitjan 2018                   | Sense lema | ABC-D12 |
| Matrícula de Connecticut                                    | Connecticut            | Agost 2015                    | "Constitution State" | AB·12345 |
| Matrícula de Dakota del Nord                                | Dakota del Nord        | Novembre 2016                 | "LEGENDARY" a dalt i "PEACE GARDEN STATE" a baix a l'esquerra.                                                                                           | 123 ABC |
| Matrícula de Dakota del Sud                                 | Dakota del Sud         | 2023                          | "GREAT PLACES. GREAT PLACES." | 1A1 234, 1AB 123, 12A 123, 12A B12, 12A BC1. Les primeres xifres (1 a 67) indiquen el comtat emissor.                                   |
| Matrícula de Delaware                                       | Delaware               | 2008                          | "THE FIRST STATE" a dalt. | 123456. La combinació només està formada per xifres.                                                                                    |
| Matrícula de Florida                                        | Florida                | 2003                          | "MYFLORIDA.COM" a dalt i un d'aquests tres a baix:"SUNSHINE STATE" , "IN GOD WE TRUST" o el nom del comtat d'emissió.                                    | AB1 2CD |
| Matrícula de Geòrgia                                        | Geòrgia                | 2012                          | "Peach State" a dalt i el nom del comtat d'emissió a baix. És possible afegir "In God We Trust" en lloc del nom del comtat.                              | ABC1234 |
| Matrícula de Hawaii                                         | Hawaii                 | 1991                          | "ALOHA STATE" | ABC 123. La primera lletra de la combinació indica el comtat d'emissió.                                                                 |
| No hi ha una imatge amb llicència lliure per aquesta placa. | Idaho                  | Desembre 2020                 | "Scenic IDAHO" a baix i "FAMOUS POTATOES" a dalt. | Diferents combinacions per a cada comtat. La primera part de la combinació indica el comtat d'emissió.                                  |
| No hi ha una imatge amb llicència lliure per aquesta placa. | Illinois               | Gener 2017                    | "Land of Lincoln" | AB 12345 |
| No hi ha una imatge amb llicència lliure per aquesta placa. | Indiana                | Gener 2017                    | Sense lema | 23A, 123AB o 123ABC |
| Matrícula d'Iowa                                            | Iowa                   | Abril 2018                    | Nom del comtat d'emissió. | ABC 123 |
| No hi ha una imatge amb llicència lliure per aquesta placa. | Kansas                 | Març 2024                     | "To the Stars" a baix. | 123ABC4 |
| No hi ha una imatge amb llicència lliure per aquesta placa. | Kentucky               | Setembre 2020                 | "BLUEGRASS STATE" i "UNBRIDLED SPIRIT" a dalt, a més "IN GOD WE TRUST" i el nom del comtat d'emissió a baix.                                             | ABC123 |
| Matrícula de Louisiana                                      | Louisiana              | Maig 2016                     | "Sportsman's Paradise" | ABC 123 |
| No hi ha una imatge amb llicència lliure per aquesta placa. | Maine                  | Octubre 2023                  | "Vacationland" | 1234 AB |
| No hi ha una imatge amb llicència lliure per aquesta placa. | Maryland               | Setembre 2016                 | Sense lema | 1AB2345 |
| Matrícula de Massachusetts                                  | Massachusetts          | 1993                          | "The Spirit of America" | 123 A45 |
| Matrícula de Michigan                                       | Michigan               | Abril 2013                    | "PURE MICHIGAN" a dalt i "michigan.org" a baix. | ABC 1234 |
| Matrícula de Minnesota                                      | Minnesota              | Setembre 2017                 | "EXPLORE Minnesota.com" a dat i "10,000 lakes" a baix.                                                                                                   | ABC 123 |
| No hi ha una imatge amb llicència lliure per aquesta placa. | Mississipi             | Gener 2024                    | Nom del comtat d'emissió. | ABC 123 |
| Matrícula de Missouri                                       | Missouri               | Octubre 2018                  | "BICENTENNIAL" a dalt i "1821 * 2021" a baix. | AB1 C2D |
| No hi ha una imatge amb llicència lliure per aquesta placa. | Montana                | 2012                          | "100 YEARS" | ABC123 |
| No hi ha cap imatge amb llicència lliure d'aquesta placa.   | Nebraska               | Gener 2023                    | Sense lema | ABC 123 |
| No hi ha una imatge amb llicència lliure per aquesta placa. | Nevada                 | Novembre 2016                 | "Home Means Nevada" | 123-ABC |
| No hi ha una imatge amb llicència lliure per aquesta placa. | Nou Hampshire          | Gener 1999                    | "LIVE FREE OR DIE" a dalt. | 123 4567 |
| Matrícula de Nova Jersey                                    | Nova Jersey            | Abril 2014                    | "Garden State" | A12-BCD |
| Matrícula de Nou Mèxic                                      | Nou Mèxic              | 2016                          | "LAND OF ENCHANTMENT" a dalt. | ABC-123 |
|                                                             | Nova York              | Juny 2020                     | "EXCELSIOR" | ABC-1234 |
| No hi ha una imatge amb llicència lliure per aquesta placa. | Ohio                   | Desembre 2021                 | "Birthplace of Aviation" | ABC 1234 |
| No hi ha una imatge amb llicència lliure per aquesta placa. | Oklahoma               | Març 2022                     | "TravelOK.com" | ABC 123 |
| No hi ha una imatge amb llicència lliure per aquesta placa. | Oregon                 | Febrer 2004                   | Sense lema | 123 ABC |
| Matrícula de Pennsylvania                                   | Pennsylvania           | Juny 2017                     | "visitPA.com" | ABC-1234 |
| Matrícula de Rhode Island                                   | Rhode Island           | Març 2024                     | "Ocean State" | 123 456 |
| Matrícula de Tennessee                                      | Tennessee              | 2022                          | "THE VOLUNTEER STATE" a dalt, "IN GOD WE TRUST" al mig i "TNVACATION.COM" i el nom del comtat emissor a baix.                                            | 123 ABCD |
| Matrícula de Texas                                          | Texas                  | Juliol 2012                   | "The Lone Star State" | ABC-1234 |
| Matrícula de Utah                                           | Utah                   | Març 2023                     | "LIFE ELEVATED" | A12 3BC, també 1ABC2 amb "In God We Trust / United We Stand"                                                                            |
| Matrícula de Vermont                                        | Vermont                | Gener 1990                    | "Green Mountain State" a baix. | ABC 123 |
| No hi ha una imatge amb llicència lliure per aquesta placa. | Virgínia               | Març 2014                     | "VIRGINI IS FOR LO♥ERS" i "virginia.org" tots dos a baix.                                                                                                | ABC-1234 |
| Matrícula de Virgínia Occidental                            | Virgínia Occidental    | Juliol 2023                   | "Wild Wonderful" a baix. | A12 345B. El primer caràcter correspon al mes de caducitat.                                                                             |
| Matrícula de Washington                                     | Washington             | Gener 2010                    | "EVERGREEN STATE" a baix. | ABC1234 |
| Matrícula de Wisconsin                                      | Wisconsin              | Abril 2017                    | "America's Dairyland" | ABC-1234 |
| No hi ha una imatge amb llicència lliure per aquesta placa. | Wyoming                | Gener 2016                    | Sense lema | 1-12345. La primera xifra indica el comtat emissor.                                                                                     |
| Matrícula del Districte de Colúmbia                         | Districte de Colúmbia  | Agost 2017                    | "WASHINGTON, DC" a dalt i "END TAXATION WITHOUT REPRESENTATION" a baix.                                                                                  | AB 1234 |

### Territoris no incorporats
| Imatge matrícula actual                                     | Juristicció que l'emet         | Data d'inici del model actual | Lema                                           | Combinació utilitzada |
| ----------------------------------------------------------- | ------------------------------ | ----------------------------- | ---------------------------------------------- | --- |
| No hi ha una imatge amb llicència lliure per aquesta placa. | Guam                           | Febrer 2009                   | "TANO Y CHAMORRO"                              | AB 1234. Les lletres indiquen el municipi. No zeros a l'esquerra.                                                              |
| Matrícula de les Illes Mariannes Septentrionals             | Illes Mariannes Septentrionals | 2005                          | "HAFA ADAI" a dalt i "C.N.M.I.-U.S.A." a baix. | ABC 123 |
| No hi ha una imatge amb llicència lliure per aquesta placa. | Puerto Rico                    | 2023                          | "Isla Del Encanto"                             | ABC 123 |
| No hi ha una imatge amb llicència lliure per aquesta placa. | Illes Verges Nord-americanes   | març 2023                     | "175th EMANCIPATION" centrat a baix.           | CAB 123. La primera lletra pot ser una "C" per Saint Croix, una "T" per illa de Saint Thomas o una "J" per illa de Saint John. |
| No hi ha una imatge amb llicència lliure per aquesta placa. | Samoa Nord-americana           | 2011                          | "MOTU O FIAFIAGA" a dalt.                      | 1234 |

## Altres tipus

### Diplomàtiques

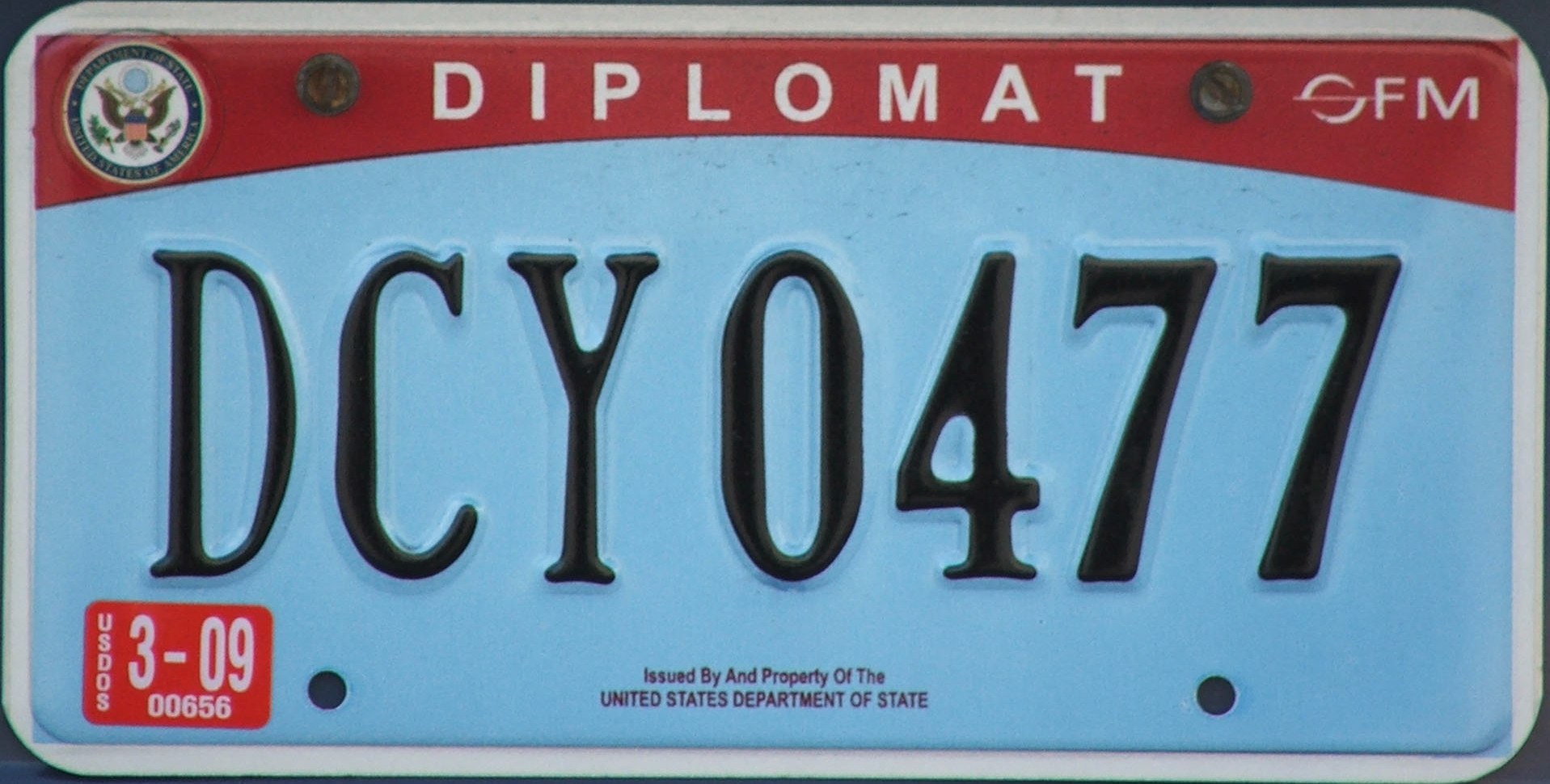
Matrícula diplomàtica dels EUA.

Les matrícules diplomàtiques són emeses pel Departament d'Estat dels Estats Units. Aquesta és una excepció a la regla general dels EUA ja que les matrícules les emeten els estats, i no el govern federal. No obstant això, abans de la dècada de 1980, les plaques diplomàtiques eren emeses per l'estat on es trobava el consolat o l'ambaixada.
A diferència de les plaques antigues, que tenen lletres i números en relleu sobre un fons vermell, blanc i blau, les plaques noves són planes i presenten el segell del Departament d'Estat a la cantonada superior esquerra i el logotip de l'Oficina de Missions Estrangeres (OFM) a la cantonada superior dreta. Les noves plaques consten de tres lletres i quatre xifres (ABC 1234, A 123456, 1234 ABC o 123456 A), en que la primera lletra indica: "D" (per a Diplomàtic), "C" (per a personal Consular), "S" (per a personal No diplomàtic) o "A" (per secretariat de les Nacions Unides), mentre que les dues següents indiquen el codi de l'estat (els codis són únics per a cada país en particular, i no s'utilitzen els codis de país ISO ni cap altre format estàndard. Per exemple, en el sistema utilitzat fins al 2007, França és "DJ" en lloc d'"F", i Austràlia és "XZ" en lloc d'"AUS").

### Personalitzades

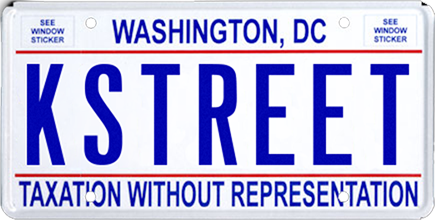
Matrícula personalitzada de Washington DC de 2003.

A cadascun dels 50 estats dels Estats Units i al Districte de Colúmbia, els propietaris de vehicles tenen l'opció d'obtenir una placa de matrícula personalitzada (anomenades "vanity plates") mitjançant un pagament addicional. En general, les plaques personalitzades no poden contenir missatges obscens, encara que els estàndards sobre què constitueix un missatge obscè varia àmpliament entre les jurisdiccions emissores. És a dir, l'estat de Maine no té pòsada cap tipus de censura de les plaques personalitzades, sempre que no promoguin l'odi o la violència. En canvi, a Califòrnia, els propietaris poden demanar símbols (un cor, un estel, etc) en un tipus de placa especial. Altres estats, com Nova Hampshire i Carolina del Nord, també permeten l'ús de determinats símbols de puntuació. L'estat de Virgínia ofereix més de 200 dissenys únics per a matrícules. Una desena part de totes les plaques personalitzades dels EUA es troben a Virgínia (que té 1,6 milions de registres), fet que li dona la major concentració de plaques personalitzades emeses per un estat.
Les plaques personalitzades de vegades causen dificultats inesperades als seus propietaris, ja que els sistemes de reconeixement automàtic de matrícules (ANPR en anglès) de vegades no les interpreten com una combinació alfanumèrica sinó com un missatge i s'han donat casos com el de 1979, en que un resident de Los Ángeles va rebre 2.500 citacions d'aparcament de tot l'estat perquè els ordinadors del Departament de Vehicles de Motor corresponent adjudicaven a la seva placa, "NO PLATE", les citacions per a cotxes sense matrícula. S'han informat altres casos d'aquest error per a plaques que porten la combinació "NONE", "NOTAG", "MISSING", "NONE" o "XXXXXXX".
Les restriccions en els missatges permesos a les plaques personalitzades han donat lloc a alguns casos judicials importants. El 2001, Paula Perry, una administradora de l'estat de Vermont, va demandar el Departament de Vehicles de Motor quan la seva placa, amb la combinació "SHTHPNS", va ser retirada. En un altre cas de New Hampshire, l'estat va intentar treure-li la placa "PB4WEGO" ("pee before we go"), però la propietaria va apel·lar amb èxit.
En el cas de l'estat de Delaware les plaques personalitzades de tres dígits van aportar el 2008 uns ingressos d'uns 50.000 dòlars i les de dos dígits més de 400.000 dòlars. Aquestes estimacions s'han superat de vegades: el 2008, la placa amb un sol dígit, el número 6, va adjudicar-se per 675.000 dòlars en subhasta pública, i el 2018, la placa número 20 va aconseguir-ne 410.000. En canvi, a l'estat de Rhode Island L'oficina del governador de l'estat va instituir una loteria oficial per a les anomenades "preferred plates", plaques amb numerció baixa, el 1995. Les plaques amb numeracions baixes també estan disponibles als estats de  Massachusetts, Illinois i al Districte de Colúmbia. En aquests estats les plaques amb pocs dígits es veuen com un símbol d'estatus i els polítics també poden distribuir plaques de dígits baixos.

### Especials

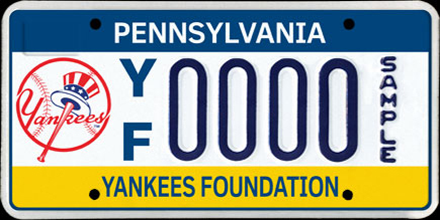
Placa especial de mostra de Pennsylvania de la Yankees Foundation.

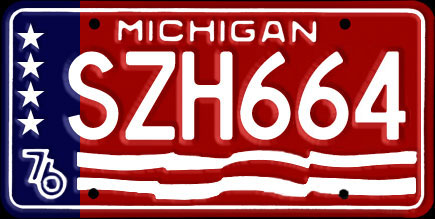
Placa especial de Michigan commemorant el Bicentenari de 1976.

Actualment l'estat de Florida ofereix 122 models de plaques especials, però Texas és l'estat líder en plaques especials amb 360 dissenys seguit de Virginia amb 340. Normalment, aquestes plaques especials es poden comprar sense cap prova d'afiliació en particular, encara que existeixen excepcions com són les plaques que indiquen la pertinença a cossos d'emergència (per exemple, bomber, policia, o operador de ràdio aficionat). A més, alguns estats requereixen que les plaques universitàries es demanin a través d'associacions d'antics alumnes. Altres plaques especials inclouen aquelles que mostren ser veterà de guerra, presoner de guerra o receptor d'una condecoració com el Cor Porpra poden obtenir una placa especial després de presentar la documentació al Departament de Vehicles de Motor del seu estat. En moltes jurisdiccions, no hi ha cap càrrec (o almenys cap càrrec addicional) per una placa d'aquest tipus, en reconeixement del servei del veterà.
Exemples de matrícules especials són la placa emesa el 1987 per l'estat de Florida per commemorar l'accident del transbordador espacial Challenger. Els beneficis es donaren al Challenger Center for Space Science Education que varen finançar la construcció i el manteniment de l'Space Mirror Memorial al Centre Espacial John F. Kennedy a l'illa Merritt, Florida. La versió actual de la placa, i la segona revisió introduïda el 2004, commemora tant l'accident del Challenger com el del Columbia. Va ser la placa més popular de totes les especials de Florida fins que va ser superada per una que recolza el puma nord-americà, en perill d'extinció a l'estat. També diversos estats van emetre plaques que commemoraven el Bicentenari dels Estats Units el 1976, o Tennessee va commemorar la celebració del bicentenari de l'estat el 1996 emetent plaques estàndard amb l'etiqueta "BicenTENNial" al lloc del nom de l'estat fins al 2001, cinc anys després d'haver acabat la celebració.

### Restrictives

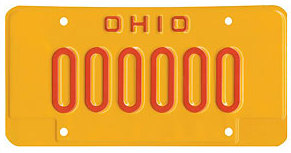
Placa d'Ohio que indica que el conductor té els drets de conducció limitats.

A Nova Jersey, es pot prohibir que les persones condemnades per conduir ebries utilitzin matrícules personalitzades. A Ohio, els conductors condemnats per embriaguesa tenen l'obligació de porta una "Party Plates", plaques especials de caràcters vermells sobre fons groc que indica que té els drets de conducció limitats. A Geòrgia i Minnesota, es pot ordenar als conductors condemnats per embriaguesa que portin una matrícula amb un sistema de numeració especial que indica privilegis de conducció restringits. Aquestes es coneixen com a "Whisky plates" a Minnesota on porten una combinació que comença per W seguida d'una altra lletra i quatre xifres (WA1234).